# Łuczewoj (stacja kolejowa)
Łuczewoj (ros. Лучевой, krl. Lučevoi) – stacja kolejowa w miejscowości Łuczewoj, w rejonie kondopożskim, w Karelii, w Rosji. Położona jest na linii Wołchow - Murmańsk.